# Master of Puppets
Master of Puppets (с англ. — «Кукловод») — третий студийный альбом американской трэш-метал-группы Metallica, выпущенный 3 марта 1986 года на лейбле Elektra Records. Работа над пластинкой проходила в Копенгагене в студии Sweet Silence Studios под руководством продюсера Флемминга Расмуссена. Master of Puppets — последний альбом группы, в записи которого принимал участие бас-гитарист Клифф Бёртон, трагически погибший во время гастролей музыкантов в Швеции. Лонгплей добрался до 29-го места в чарте Billboard и стал первым альбомом в жанре трэш-метал, который был отмечен «платиновым» сертификатом. В общей сложности продажи альбома в США составляют более 6 миллионов экземпляров.
Master of Puppets был высоко оценён критиками и включается во многие рейтинги лучших записей всех времён. Ряд публицистов особо отмечал такие компоненты пластинки, как музыкальный драйв, виртуозность исполнения и глубина политизированных текстов. Лонгплей считается краеугольной работой группы в 1980-х и одним из самых влиятельных альбомов хеви-метала. Критики называют его выход одной из причин общего роста интереса публики к этому направлению. Многие музыканты записывали кавер-версии на песни с этого альбома, также были выпущены несколько трибьютов. В 2016 году запись была отмечена как «культурно, исторически и эстетически значимая» и внесена в Национальный реестр Библиотеки Конгресса США.
Дизайн обложки был разработан группой совместно с Питером Меншем, он отсылает к лейтмотиву альбома — манипулированию людьми. По ходу записи пластинки группа много экспериментировала и использовала опыт и наработки предыдущих двух дисков, музыканты совершенствовали и индивидуальное мастерство. Впоследствии группа отказалась от агрессивного промоушена альбома, сделав ставку на интенсивное многомесячное турне, в американской части которого выступала в частности на разогреве у Оззи Осборна. В разгар гастролей группа была вынуждена отменить европейскую часть турне из-за гибели Клиффа Бёртона. Музыканты вернулись в Лос-Анджелес и провели пробы нового басиста, выбрав Джейсона Ньюстеда. В 2006 году группа неоднократно исполняла альбом целиком, что было приурочено к юбилею записи.

## Предыстория
Когда я увидел двух парней, которые шли по Лондону в футболках малоизвестной группы из Сан-Франциско, я понял, что наткнулся на что-то важное. Послушав их запись, я понял, что это единственная группа, которую можно продать как мейнстримовым, так и андеграундным любителям метала.
Записав в 1983 году дебютный альбом Kill 'Em All, группа Metallica заложила основу для зарождающегося жанра трэш-метал с его агрессивной музыкой и полными желчи текстами. Успех пластинки оживил американскую андеграундную сцену, у группы появились последователи, которые стали записывать материал в подобном стиле. Второй диск Metallica, Ride the Lightning, расширил границы жанра — тексты песен стали более глубокими, а их звучание улучшилось благодаря возросшему качеству продюсирования. Этот альбом привлек внимание представителя мейджор-лейбла Elektra Records Майкла Алаго, который заключил с группой контракт на восемь альбомов прямо во время турне в поддержку Ride the Lightning — осенью 1984 года. 19 ноября диск был переиздан на лейбле Elektra, после чего группа начала выступать на фестивалях и более крупных концертных площадках. Музыканты гастролировали остаток 1984 года, а также три квартала 1985-го. В этот период место их менеджера Джона Зазулы заняли Клифф Бернштейн и Питер Менш из агентства Q Prime. Летом музыканты выступили на фестивале Monsters of Rock вместе с группами Bon Jovi и Ratt. Концерт проходил в английском графстве Лестершир близ замка Донингтон-Касл перед 70 тысячами зрителей. Возрастающая популярность стала ещё одной причиной для группы записать альбом, который произведет ещё большее впечатление на аудиторию и критиков. Музыканты начали сочинять новый материал в середине 1985 года, барабанщик Ларс Ульрих и вокалист Джеймс Хэтфилд стали первыми авторами песен предстоящего альбома, которому на тот момент уже было придумано название — Master of Puppets (с англ. — «Кукловод»). Вдвоем, в гараже (город Эль Серрито, Калифорния), они написали черновые варианты двух песен, после чего пригласили на репетицию остальных участников группы — басиста Клиффа Бёртона и гитариста Кирка Хэмметта. По словам Хэтфилда и Ульриха процесс сочинения песен начинался с гитарных риффов, которые они соединяли то так, то иначе «пока они не зазвучат как песня». После этого группа придумывала название песни и её тему, и Хэтфилд сочинял текст, соответствующий их содержанию. Master of Puppets был первым альбомом Metallica, который не содержал никакого вклада от бывшего гитариста группы — Дэйва Мастейна. Сам Мастейн претендовал на соавторство песни «Leper Messiah», которая была основана на старом треке группы «The Hills Ran Red». Группа отрицала это, тем не менее признавая, что при сочинении этой песни были использованы некоторые идеи бывшего гитариста.

## Запись

Альбом неразрывно связан с басистом Клиффом Бёртоном, написавшим в соавторстве почти половину песен. Он погиб в автокатастрофе спустя шесть месяцев после выхода диска.

Группу не устроили акустические возможности американских студий, предложенных их менеджерами, поэтому музыканты решили записывать альбом на родине Ульриха — в Дании. Чтоб диск получился более техничным и новаторским, музыканты решили повысить свою квалификацию — Ульрих брал дополнительные уроки игры на ударных, а Хэмметт оттачивал мастерство с Джо Сатриани, известным гитаристом-виртуозом. Ульрих хотел пригласить в качестве продюсера альбома Гедди Ли — басиста и вокалиста канадской группы Rush, — однако эта идея не была реализована из-за несостыковки рабочих графиков. В итоге группа приступила к записи с Флеммингом Расмуссеном в копенгагенской студии Sweet Silence Studios. Сессии проходили в период с 1 сентября до 27 декабря 1985 года, при этом окончательные варианты всех песен, кроме «Orion» и «The Thing That Should Not Be», были закончены ещё до прибытия музыкантов в Данию. Позже Расмуссен рассказывал, что группа имела на руках хорошо подготовленный материал и в студии вносились только минимальные исправления. Запись заняла больше времени, нежели предыдущий альбом, так как амбиции музыкантов и их стремление к идеальному звучанию возросли. Их не привлекали заглаженный продюсированием звук и синтезаторы, характерные для альбомов, выпускавшихся в этот период их наиболее известными коллегами — Bon Jovi, Iron Maiden и Judas Priest. Несмотря на репутацию «выпивох», группа не употребляла алкоголь в дни работы. Позже Хэмметт вспоминал, что они «просто записывали очередной альбом» и «понятия не имели, что их запись окажет такое огромное влияние». По его словам, однако, группа на тот момент только «выходила на пик [своих возможностей]», и у альбома был «звук по-настоящему притирающейся, учащейся хорошо работать вместе группы». В свою очередь, Расмуссен отметил, что Master of Puppets представляет собой своего рода «эволюцию» по сравнению с Ride the Lightning: в частности, в новом альбоме произошло совершенствование звучания, начало которому было положено на предыдущем диске группы.
Расмуссену и Metallica не удалось закончить микширование в запланированные сроки. Поэтому мастер-ленты были в январе 1986 года отправлены Михаэлю Вагенеру, который завершил сведение альбома самостоятельно. Дизайн обложки был разработан музыкантами совместно с Питером Меншем и воплощён в цвете художником Доном Бротигэмом. На рисунке изображено кладбище, заполненное белыми надгробными крестами на фоне кроваво-красного неба, кресты соединены нитями с простёртой над ними парой рук. По словам Ульриха, это изображение отражало содержание альбома — тематику манипулирования на уровне подсознания. В 2008 году авторский экземпляр обложки был продан на аукционе за 28 тысяч долларов. Музыканты спародировали наклейки «Parental Advisory» общественной организации PMRC, разместив на обложке следующее предупреждение: «Единственный трек этого альбома, который вам, возможно, не стоит слушать — „Damage, Inc.“, из-за многократного использования пресловутого слова на букву „F“. Помимо этого, нигде на диске нет никаких „дерьма“, „дрючки“, „мочи“, „влагалища“, „мудаков“ или „обсосов“». Во время записи группа использовала следующее музыкальное оборудование: Хэмметт — чёрные Gibson Flying V 1974 года, Jackson Randy Rhoads и Fernandes Stratocaster по прозвищу «Эдна»; Хэтфилд — Jackson King V с усилителем Mesa Boogie Mark C+; Бёртон — бас-гитару Aria Pro II SB1000 с усилителем Mesa Boogie; а Ульрих — ударную установку фирмы Tama с малым барабаном серии Ludwig «Black Beauty», который ему одолжил ударник группы Def Leppard Рик Аллен.

## Музыка и тематика текстов
Для Master of Puppets характерны динамичная музыка и многослойные аранжировки. Группа вывела процесс записи и сочинения на новый уровень, усложнив структуру песен и технику их исполнения по сравнению с материалом своих первых альбомов. Как и Ride the Lightning, Master of Puppets следует определённой последовательности треков: оба открываются быстрой песней с акустическим вступлением, за которой следует длинная заглавная композиция, а на четвёртом месте в списке треков стоит баллада. Однако, хотя эти альбомы имеют схожую структуру, музыка Master of Puppets глубже и эпичнее, выделяясь сложными ритмами и филигранными гитарными соло. По словам писателя Джоэла Макайвера, Master of Puppets задал новую планку тяжести и сложности в трэш-метале, продемонстрировав атмосферные, ювелирно исполненные композиции. Вокал Хэтфилда эволюционировал от хриплого крика первых двух альбомов к более глубокому, уверенному, но всё же агрессивному стилю. Тематика песен лонгплея затрагивает вопросы контроля и злоупотребления властью. Тексты описывают последствия отчуждения, притеснения и чувства беспомощности. По мнению журналиста Райана Мура, в этих песнях описываются «зловещие, но безымянные силы, полностью контролирующие находящихся в их власти беспомощных людей». В свою очередь, писатель Брок Хеландер счел тексты проницательными и берущими за душу, с похвалой отзываясь об их честности и социальных идеях. Говоря об эпичности записи, обозреватель Би-би-си Имонн Стэк заявил, что «на этом этапе карьеры группа не столько сочиняла песни, сколько рассказывала истории». В период сочинения музыки и аранжировок группе очень пригодилось классическое музыкальное образование Бёртона и его понимание гармонии.
- «Battery» посвящена человеческому гневу, её название отсылает к термину «assault and battery» (с англ. — «рукоприкладство»). По мнению некоторых критиков, название песни означает артиллерийскую батарею, и они интерпретируют её как эпос о военной тактике от лица агрессора, олицетворяющего разрушение. Композиция начинается с многослойных пассажей на акустических гитарах в басовом диапазоне, к которым затем прибавляется «стена» искажённых электрогитар[10]. После этого мелодия перерастает в быстрые, агрессивные риффы с галопирующим ритмом и пауэр-аккордами, переходящими в искажённые минорные терции. Хэтфилд сочинил этот рифф, импровизируя во время отдыха в Лондоне[19].
- «Master of Puppets» состоит из нескольких риффов с нечетным размером и чистой секции в середине для мелодичного гитарного соло. Структурно композиция напоминает трек «The Four Horsemen» из первого альбома группы: два последовательных куплета с припевом сменяются длинной интерлюдией, переходящей к ещё одной связке куплет/припев[30]. Начальная и предкуплетная секции содержат быстрые хроматические даунстрок-риффы в темпе 220 ударов в минуту[19]. Постепенно монотонный восьминотный рифф, звучащий в первых куплетах становится более интенсивным, преобразовываясь в размер 5/8 с ударением на четвёртую долю[30]. После второго припева следует длинная интерлюдия, начинающаяся с чисто звучащего арпеджио, на фоне которого звучит мелодичное соло Хэтфилда; постепенно риффы становятся более искажёнными и тяжёлыми, затем вступает Хэмметт с более виртуозным соло, после него песня возвращается к основному куплету[30]. В финале трека звучит затихающий зловещий смех. Песня рассказывает о зависимости от кокаина — в то время табуированной теме[31].
- «The Thing That Should Not Be». Сюжет песни навеян произведениями Г. Ф. Лавкрафта о Ктулху и в частности рассказом «Тень над Иннсмутом», главный герой которого борется против потусторонних сил[32]. Она считается самой тяжёлой композицией альбома. Согласно замыслу музыкантов, её основной рифф должен передавать рёв чудовища, ползущего к морю. Звучание песни — пониженный гитарный строй, создающий тягучую и депрессивную атмосферу — отражает влияние музыки Black Sabbath[19].

[Концепция] “Fade to Black" сработала и мы хотели ещё одну медленную песню с чистым звуком, на этот раз с припевом. Однако, у меня были сложности с его исполнением. Он был реально очень высоким. […] В итоге […] я спел ниже, чем собирался, но мы добавили туда гармонию повыше и получилось очень хорошо. Рифф для этой песни мы взяли у другой группы, которая останется анонимной.
- «Welcome Home (Sanitarium)». Содержание четвёртого трека вдохновлено романом Кена Кизи «Пролетая над гнездом кукушки» и рассказывает о чувствах пациента, несправедливо заключенного в палату психиатрической больницы[32]. Композицию открывают чистые одиночные гитарные ноты и флажолеты. Арпеджио основного риффа исполняется поочерёдно в размерах 4/4 и 6/4[19]. Структура песни представляет собой чередование чистого гитарного звучания в куплетах и искажённых, тяжёлых риффов в припевах, с агрессивным крещендо в финале песни. Аналогичная структура фигурировала в песне «Fade to Black» (Ride the Lightning), а позже она была использована в композиции «One» (…And Justice for All)[30].
- «Disposable Heroes» — антивоенная песня о молодом солдате, судьба которого находится во власти начальства. Темп песни равен 220 ударам в минуту, что делает её одной из самых динамичных композиций альбома[35]. Гитарные пассажи в конце каждого куплета отсылают, по замыслу Хэмметта, к музыке из военных фильмов[9].

Мы хотели написать ещё одну песню типа „Creeping Death“, с открытыми аккордами, на фоне вокала и по-настоящему цепляющего припева. На этом альбоме мы начали делать более длинные, более оркестрованные вещи. Было сложно сочинять длинные песни, чтобы при этом они не казались бы длинными. Рифф для этой песни был весьма неустойчивым — постоянное движение. Это хорошо работает живьем. Людям нравится проорать “Мастер!” разок другой.
- «Leper Messiah». Богатая синкопированными риффами песня преподносилась группой как вызов лицемерию телевангелизма, который набирал популярность в 1980-е годы. Песня описывает как люди добровольно становятся слепыми религиозными фанатиками, которые бездумно выполняют любые приказы[24]. Название «Leper Messiah» было взято из текста песни Дэвида Боуи «Ziggy Stardust»[9]. В её мелодии звучат среднетемповые (136 ударов в минуту) риффы, которые в припеве сменяются нисходящим хроматическим риффом; мелодия достигает своего апогея в середине песни — её темп возрастает до 184 ударов в минуту. Кульминацией этого динамичного сегмента служит финал в виде восьми выкриков «Lie!» (с англ. — ««Ложь!»»), последний из которых переходит в искажённый вопль[30].
- «Orion». Седьмой трек представляет собой многочастную инструментальную композицию, она начинается с басовой секции, пропущенной через эффекты таким образом, чтобы напоминать оркестровое звучание. В центральной части трека звучат среднетемповые гитарные риффы и соло на бас-гитаре. В финале темп композиции ускоряется, после чего музыка плавно затихает[21]. Клифф Бёртон играл центральную роль в сочинении этого трека — помимо начальной части и басового соло, он придумал аранжировку в центральной части и гитарные гармонии[9].
- «Damage, Inc.». Тематика финальной композиции касается проблемы бессмысленного насилия и безадресных репрессий[10]. Её мелодия начинается серией обратных аккордов Бёртона[комм. 5], основанных на хоральной прелюдии Баха «Приди, сладчайшая смерть»[англ.][9]. После этого ритм песни ускоряется и начинает звучать басовый гитарный рифф в тональности ми-мажор, по словам Хэмметта вдохновленный музыкой группы Deep Purple[19].

## Отзывы критиков
| Оценки критиков                  | Оценки критиков |
| Источник                         | Оценка          |
| -------------------------------- | --------------- |
| AllMusic                         | [ 25 ]          |
| Chicago Tribune                  | [ 38 ]          |
| Classic Rock                     | [ 39 ]          |
| Collector's Guide to Heavy Metal | 10/10           |
| Encyclopedia of Popular Music    | [ 41 ]          |
| Robert Christgau                 | B–              |
| Rock Hard                        | 10/10           |
| The Great Rock Discography       | 9/10            |
| Kerrang!                         | [ 5 ]           |
| MusicHound                       | [ 45 ]          |
| The Rolling Stone Album Guide    | [ 46 ]          |
| Sputnikmusic                     | [ 47 ]          |

Master of Puppets был выпущен 3 марта 1986 года. Он дебютировал в чарте Billboard 200 29 марта на 128-й строчке и продержался в нём 72 недели, добравшись до 29-го места. Эта запись стала первым диском Metallica, отмеченным «золотой» сертификацией, причём 300 тысяч копий были проданы в течение первых трёх недель. Несмотря на то, что группа практически не продвигала альбом на радио и телевидении (в его поддержку был выпущен лишь один сингл, клипы отсутствовали вовсе), тираж лонгплея в первый год составил более 500 тысяч экземпляров. К 2010 году его продажи в США достигли шести миллионов копий, причём пять из них были реализованы в период с 1991 по 2009 год, на волне популярности группы. На международной арене альбом пользовался меньшим успехом, добравшись лишь до Top-40 немецких и швейцарских чартов в год выхода. В 2004 году он достиг лучших международных показателей — Top-10 хит-парада Финляндии и Top-15 Швеции. В 2008 году лонгплей отметился в Top-40 австралийских и норвежских чартов. Master of Puppets получил статус шестикратно «платинового» диска в Канаде и «золотого» в Великобритании — 600 тысяч и 100 тысяч экземпляров соответственно.
Master of Puppets получил восторженные отзывы от музыкальной прессы. Критики, в том числе не специализирующиеся на метал-жанрах, признавали лонгплей шедевром, а некоторые из них даже называли его величайшим альбомом хеви-метала. Тим Холмс из Rolling Stone утверждал, что, записав этот диск с его техническим мастерством и филигранностью исполнения (которое он называет «звуком вселенской паранойи»), группа переосмыслила весь жанр. В журнале Kerrang! писали, что Master of Puppets «наконец-то вывел Metallica в высшую лигу, где им самое место». С другой стороны, обозреватель журнала Spin Джадж Ай-Ранкин остался разочарован записью, посетовав, что, хотя качество продюсирования на высоком уровне, а эксперименты группы выше всяких похвал, создатели альбома отказываются от менее «интеллектуального» подхода, продемонстрированного в Kill 'Em All, в пользу стиля политизированной группы MDC, но не способны делать это последовательно. Особо отмечался вклад Клиффа Бёртона; так, по мнению публициста Тома Кинга, Metallica достигла «невероятных» высот в сочинении песен в том числе благодаря вкладу басиста в этот процесс.
Ретроспективные оценки выдержаны в схожих восторженных тонах. Так, обозреватель портала AllMusic Стив Хьюи расценивал Master of Puppets как лучший диск Metallica, отмечая, что, хотя он не был столь же прорывным, как Ride the Lightning, в музыкальном и тематическом плане новый альбом выглядел более цельным. Грег Кот из Chicago Tribune заявил, что в альбом вошли самые жёсткие песни группы к тому времени, несмотря на некоторое отклонение к прогрессивному стилю группы Rush. Эдриен Бегран из PopMatters сделал диску комплимент, назвав его «металлической версией стены звука Фила Спектора» и посетовав, что ни один из последующих альбомов группы не смог достичь той же страстности и глубины. Обозреватель «Би-би-си» Айман Стэк назвал лонгплей «тяжелым, быстрым, умным роком», сравнив его песни с историями «библейских масштабов». В свою очередь, Джерри Юинг из журнала Classic Rock поставил пластинке 5/5 (единственный высший балл, наряду с диском The Black Album), написав: «Ещё одно собрание безупречных рок-композиций вроде „Disposable Heroes“, „Damage Inc.“, „The Thing That Should Not Be“, но и они тускнеют перед громкой „Battery“, зловещей „Welcome Home (Sanitarium)“ и оглушительным заглавным треком». Канадский журналист Мартин Попофф заявил, что не следует расценивать Master of Puppets как переосмысление или развитие идей Ride the Lightning, хотя оба альбома оказывают схожий по силе эффект. По более сдержанной оценке Роберта Кристгау, несмотря на то, что энергия группы и её политические взгляды достойны уважения, герой-революционер в понимании её членов — не более чем клише, в сущности представляющее собой «сексиста, слишком неопытного, чтобы быть осторожным».

## Турне
Вместо того, чтобы снимать видео или выпускать синглы, группа решила сделать ставку на плотный гастрольный тур. В период с марта по август 1986 года музыканты гастролировали на разогреве у Оззи Осборна. Для Metallica это было первое турне, в ходе которого они выступали на стадионах. Во время гастролей группе нравилось «разогреваться» риффами Black Sabbath на саундчеках, но Осборн воспринимал это как издевательство над ним. Тем не менее позже Ульрих заявил, что для них было честью выступать со столь именитым музыкантом и Осборн относился к ним хорошо. Некоторые освещавшие тур СМИ упрекали группу за злоупотребление спиртным в ходе гастролей, наградив их прозвищем «Alcoholica». В ответ на это музыканты стали надевать футболки с надписью «Alcoholica/Drank 'Em All». Обычно группа исполняла 45-минутную программу, зачастую выходя ещё и «на бис». По словам Ульриха, публика из мегаполисов в то время уже была знакома с их творчеством, в отличие от аудитории в маленьких городах: «В провинции люди не знали, кто мы такие и что из себя представляем. Но после 45—50-минутного сета мы могли утверждать, что завоевали их сердца. Люди, которые приезжали послушать Оззи, возвращались домой фанатами Metallica». Покорив фанатов Осборна, группа начала создание своей армии поклонников среди мейнстримовой публики.
Однако гастроли были омрачены сначала травмой, а затем и трагедией. В середине турне Хэтфилд сломал кисть, катаясь на скейтборде. В связи с этим несколько концертов вместо него отыграл его гитарный техник — Джон Маршалл (сам в будущем гитарист трэш-метал группы Metal Church). Второй этап европейской части турне Damage, Inc. Tour начался с концертов в Великобритании и Ирландии, где на разогреве у Metallica выступала группа Anthrax, затем продолжился в Скандинавии. Утром 27 сентября группа ехала из Стокгольма в Копенгаген на гастрольном автобусе, который из-за сильного обледенения дороги перевернулся. Бёртон вылетел в окно и погиб мгновенно. Водитель утверждал, что автобус перевернулся на полосе гололёда, который трудно разглядеть, но Хэтфилд эту версию так никогда и не признал. Водитель попал под суд по обвинению в непредумышленном убийстве, но не был осуждён. По возвращении в Сан-Франциско на смену Бёртону было решено пригласить Джейсона Ньюстеда — бас-гитариста Flotsam and Jetsam. Многие песни, вошедшие в следующий альбом группы, были сочинены при участии Бёртона.

Годы спустя Ларс Ульрих так отзывался о вкладе бас-гитариста: 
Я постоянно о нём думаю. С точки зрения звука наш состав на трех первых альбомах был уникальным. Мы благодарны Джейсону и Роберту за индивидуальность, которую они привнесли, но Клифф был действительно уникальным человеком. Это не поменялось ни на йоту. Просто с годами это становится все более очевидным.

### Концертные исполнения

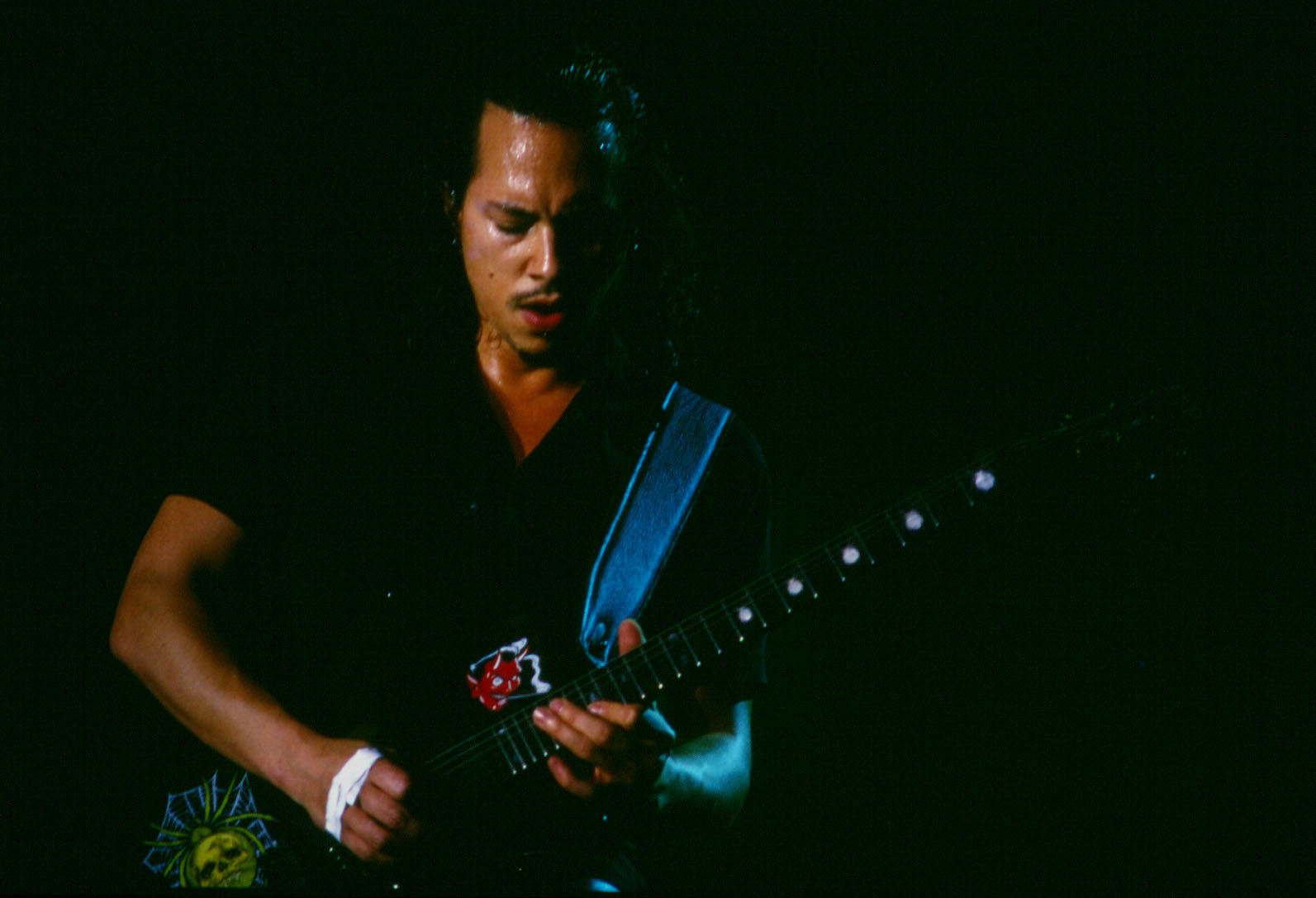
Кирк Хэмметт исполняет соло из «Master of Puppets» на концерте в конце 1990-х

Впоследствии все песни альбома исполнялись на концертах группы, некоторые из них на регулярной основе. Четыре композиции входили в сет-лист турне в поддержку альбома: «Battery» (как открывающая), «Master of Puppets», «Welcome Home (Sanitarium)» и «Damage, Inc.» В 1990-е годы Metallica редко исполняли материал из Master of Puppets , но к концу десятилетия, после череды успешных концертов 1998—1999 годов, композиции «Battery», «Welcome Home (Sanitarium)», «Damage, Inc.» и «Master of Puppets» стали снова часто фигурировать в сет-листах. Заглавная песня, которая была выпущена как сингл во Франции, стала одним из основных треков в репертуаре Metallica — музыканты исполняли её больше, чем какую-либо другую. Во время концертных сессий публика зачастую самостоятельно перепевала основные вокальные отрезки песни. Обозреватель интернет-издания Loudwire Чед Чайлдерс называл исполнение «Master of Puppets» группой «яростным», а саму песню гвоздём всего шоу. В журнале Rolling Stone концертное исполнение этой песни было названо «классикой во всей её восьмиминутной красе». В фильме «Metallica: Сквозь невозможное» для неё был придуман специальный эффект — над сценой поднимались белые кресты, напоминающие об изображении на обложке альбома.
«Welcome Home (Sanitarium)» — второй трек альбома по частоте исполнения на концертах. Часто во время его исполнения используются лазеры и пиротехника. Композиция «Battery» обычно фигурирует в качестве открывающего трека либо исполняется во время вызовов «на бис». «Disposable Heroes» была сыграна музыкантами на серии шоу в Мехико, снята среди прочего материала на видео и включена в фильм под названием «Orgullo, Pasión, y Gloria: Tres Noches en la Ciudad de México» («Гордость, страсть и слава: Три ночи в Мехико»). «Orion» — наименее используемая композиция пластинки — одной из главных причин было то, что она звучала на похоронах Бёртона, в связи с чем музыканты избегали исполнять её на концертах. Первое концертное исполнение состоялось во время турне Escape from the Studio '06, когда в группе уже играл Роберт Трухильо, и было связано с юбилеем альбома, который по такому случаю был отыгран целиком в середине шоу.

## Наследие
Master of Puppets продемонстрировал, что они [группа] умеют писать песни. У Metallica уже была эта трэшевая изюминка, но с выходом Master они действительно начали понимать мелодию, аранжировку и структуру. Убедитесь в этом на примере „Battery“: это стопроцентно трэшевая композиция, но там удивительная мелодия.
Master of Puppets регулярно фигурирует в списках лучших альбомов в современной истории. Так, журнал Rolling Stone поставил эту запись на 167-е место в списке «500 величайших альбомов всех времён» (пластинка сохранила позиции в обновлённом списке 2012-го года, однако поднялась гораздо выше — до 97-го места — в тотально пересмотренном рейтинге 2020-го), а журнал Time включил её в аналогичный рейтинг «100 лучших альбомов». По словам журналиста Time Джоша Тирэнгила, Master of Puppets придал популярности быстрой виртуозной игре в хеви-метале, в то же время избежав некоторых из его клише. Редакция журнала Slant присудила альбому 90-ю позицию в списке «100 лучших альбомов 1980-х», отмечая, что Master of Puppets не только лучшая запись группы Metallica, но ещё и самая искренняя. В свою очередь, портал IGN назвал Master of Puppets лучшей записью всех времён в жанре хеви-метал; по словам авторов хит-парада IGN, этот альбом стал лучшим у группы потому, что она «довела до совершенства всё, с чем экспериментировала на ранних записях», и именно в нём «все элементы сошлись воедино с восхитительной слаженностью». Ещё одним журналистом, назвавшим Master of Puppets лучшим альбомом хеви-метала, стал канадец Мартин Попофф. В 2006 году лонгплей занял четвёртое место в голосовании журнала Guitar World, а его заглавная песня отметилась на 61-й строчке в рейтинге «100 лучших гитарных соло» этого же издания. Издание Total Guitar присудило треку «Master of Puppets» 7-е место в двадцатке лучших гитарных риффов всех времен. В 2017 году лонгплей отметился на 2-м месте списка «100 величайших метал-альбомов всех времён» по версии редакции Rolling Stone, уступив диску Paranoid группы Black Sabbath. Журнал Kerrang! посвятил этому альбому один из своих номеров, бонусом к которому шёл диск с каверами Master of Puppets: Remastered. Помимо этого, альбом был включён в альманах «Тысяча и один музыкальный альбом, который стоит прослушать, прежде чем вы умрёте».
Master of Puppets стал первым трэш-метал-альбомом, получившим «платиновый» статус. В начале 1990-х растущая популярность этого жанра позволила ему конкурировать с более мейнстримным хеви-металом. «Большая четверка» трэш-метала (в которую вместе с Metallica входили Anthrax, Megadeth и Slayer) регулярно собирала стадионы и занимала серьёзное место в ротации на MTV, однако по-прежнему демонстрировала скромные показатели на мейнстримовом радио. Впоследствии критики часто называли Master of Puppets самым успешным альбомом жанра, проложившим дорогу его более поздним представителям. По словам публициста Кристофера Ноулза, этот диск «вырвал Metallica из андеграунда и вознес её на вершину метала». Дэвид Хэйтер из журнала Guitar Planet расценивал альбом как одну из самых влиятельных записей в истории музыки и эталон, по которому будут оценивать последующие альбомы жанра. Представитель MTV Кайл Андерсон высказывал похожее мнение, заявляя, что и через 25 лет после выпуска альбом остался «абсолютной классикой». Карлос Рамирес из Noisecreep вторил своим коллегам, охарактеризовав диск как один из самых влиятельных альбомов в истории хеви-метала.
Одна из самых ярких черт альбома – его амбициозность. На Kill ’Em All и Ride the Lightning слышно, как ребята зрели и шли к своему звуку, но действительно как группа они реализовались только на Master of Puppets. Каждая песня там амбициозна и эпична, вплоть до интро.
Ряд критиков расценивает 1986 год как пик трэш-метала — за небольшой период были выпущены сразу несколько пластинок, ставших классикой жанра: в этом году, помимо Master of Puppets, свет увидели Peace Sells… but Who’s Buying? (Megadeth) и Reign in Blood (Slayer), а годом позже — Among the Living группы Anthrax. В том же году, журналисты окрестили эти коллективы «Большой четверкой трэш-метала». Многие публицисты расценивают Master of Puppets как вершину творчества Metallica, в опросах среди фанатов жанра и музыкальных критиков этот диск наиболее часто конкурирует за лидерство с Reign in Blood. Частично соперничество проистекает из контраста в подходах к продакшну этих альбомов — изысканность Metallica против скорости Slayer. Историки группы часто рассматривают альбомы Ride the Lightning, Master of Puppets, и …And Justice for All как трилогию, в течение которой музыка коллектива прогрессировала и становилась все более изощрённой. В 2016 году альбом был включён в число «культурно, исторически или эстетически значимых» Библиотекой Конгресса США и внесен в Национальный реестр звукозаписи, став первой метал-записью удостоенной такого выбора.
Многие музыканты записывали кавер-версии на композиции из этого альбома. Целый ряд песен из Master of Puppets был исполнен финским квартетом Apocalyptica, играющим метал на виолончелях. Американская прогрессив-группа Dream Theater отыграла альбом целиком на нескольких своих концертах, причём песня «Damage Inc.» была исполнена при участии вокалиста Napalm Death Марка (Барни) Гринуэя. В 2020 году фанаты Metallica признали «Master of Puppets» лучшей композицией группы при помощи голосования, которое проходило в Instagram Stories коллектива — песни были разделены на пары и фанатам предлагалось выбрать один из двух треков на каждом этапе (всего участвовало 64 композиции).

## Список композиций
Все тексты написаны Джеймсом Хэтфилдом. Бонусные треки в цифрового переиздания были записаны на концерте в Seattle Coliseum, Сиэтл — 29 и 30 августа 1989 года, впоследствии они были выпущены в рамках бокс-сета Live Shit: Binge & Purge (1993).
| №                   | Название                       | Автор(ы)                                 | Длительность |
| ------------------- | ------------------------------ | ---------------------------------------- | ------------ |
| 1.                  | «Battery»                      | Джеймс Хэтфилд Ларс Ульрих               | 5:13         |
| 2.                  | «Master of Puppets»            | Хэтфилд Ульрих Клифф Бёртон Кирк Хэмметт | 8:36         |
| 3.                  | «The Thing That Should Not Be» | Хэтфилд Ульрих Хэмметт                   | 6:37         |
| 4.                  | «Welcome Home (Sanitarium)»    | Хэтфилд Ульрих Хэмметт                   | 6:28         |
| 5.                  | «Disposable Heroes»            | Хэтфилд Ульрих Хэмметт                   | 8:17         |
| 6.                  | «Leper Messiah»                | Хэтфилд Ульрих                           | 5:41         |
| 7.                  | «Orion»                        | Хэтфилд Ульрих Бёртон                    | 8:28         |
| 8.                  | «Damage, Inc.»                 | Хэтфилд Ульрих Бёртон Хэмметт            | 5:30         |
| Общая длительность: | Общая длительность:            | Общая длительность:                      | 54:46        |

| №                   | Название                                                            | Длительность |
| ------------------- | ------------------------------------------------------------------- | ------------ |
| 9.                  | «Battery» (Концертная версия, Сиэтл, 1989 год)                      | 4:53         |
| 10.                 | «The Thing That Should Not Be» (Концертная версия, Сиэтл, 1989 год) | 7:02         |
| Общая длительность: | Общая длительность:                                                 | 66:41        |

## Переиздание
10 ноября 2017 года состоялся релиз переиздания Master of Puppets в трёх разных форматах. Помимо стандартных изданий на компакт-дисках и виниле (180 граммовая грампластинка), которые содержат оригинальную версию пластинки, прошедшую процедуру ремастеринга, также выпущена подарочная версия альбома (англ. deluxe edition). Эта версия содержит три грампластинки, десять CD, два DVD, книгу в твёрдом переплёте, содержавшую множество не публиковавшихся прежде фотографий, мини-книгу с текстами песен, написанными от руки Джеймсом Хэтфилдом, одну аудиокассету, а также шесть металлических значков с тематикой альбома и литографию «Damage, Inc.». Оригинальный аудиоматериал (альбом в версиях на CD и LP) также можно скачать в цифровом виде, с помощью специальных mp3-карточек. Не издававшийся ранее материал включает запись на виниле Live At The Aragon Ballroom (Чикаго, 26 мая 1986 года); различные интервью с группой того периода (на двух компакт-дисках); демоверсии и черновые варианты песен альбома из коллекции Ульриха (10 треков); коллекцию риффов и раритетного материала, записанного во время студийных сессий; прежде не публиковавшуюся записи концертов группы в The Meadowlands (Ист-Ратерфорд, 21 апреля 1986 года) и Live At Hampton Coliseum (Хамптон, 3 августа 1986 года); не издававшуюся ранее запись Jason’s Audition & Live At The Country Club (Резеда, Калифорния, 8 ноября 1986 года); компакт-диск с не публиковавшимся до этого концертом Live At Grugahalle (Эссен, 25 января 1987); аудиокассету с фанатской записью концерта Live At Solnahallen (Стокгольм, 26 сентября 1986); а также DVD с материалами — Live At Joe Louis Arena (Детройт, 4 апреля 1986), Live At Roskilde Festival, Festivalpladsen (Роскилле, 6 июля 1986); MTV Heavy Metal Mania (запись телепередачи); Live At Aichi Kinro Kaikan (Нагоя, 17 ноября 1986); Masa Ito Interview (интервью для японского телевидения); MTV News Interviews.

Переиздание альбома в формате Deluxe Edition: 3 грампластинки, 10 CD, 2 DVD, а также 2 книги, 6 значков и одна аудиокассета (с концертной записью сделанной фанатом группы)

### Содержание подарочного издания
Первый и второй диски — оригинальный альбом на CD и LP (ремастеринговая версия), также содержат код для цифровой загрузки лонгплея в этих версиях.
| №   | Название                                                                 | Длительность |
| --- | ------------------------------------------------------------------------ | ------------ |
| 1.  | «Battery» (Концертная версия, ранее не издавалась) (записана не сначала) | 3:54         |
| 2.  | «Master of Puppets» (Концертная версия, ранее не издавалась)             | 8:18         |
| 3.  | «For Whom The Bell Tolls» (Концертная версия, ранее не издавалась)       | 4:22         |
| 4.  | «Welcome Home (Sanitarium)» (Концертная версия, ранее не издавалась)     | 7:12         |
| 5.  | «The Thing That Should Not Be» (Концертная версия, ранее не издавалась)  | 6:15         |
| 6.  | «(Anesthesia) — Pulling Teeth» (Концертная версия, ранее не издавалась)  | 2:57         |
| 7.  | «Damage, Inc.» (Концертная версия, ранее не издавалась)                  | 4:14         |
| 8.  | «Fade to Black» (Концертная версия, ранее не издавалась)                 | 7:01         |
| 9.  | «Seek & Destroy» (Концертная версия, ранее не издавалась)                | 7:22         |
| 10. | «Creeping Death» (Концертная версия, ранее не издавалась)                | 6:20         |
| 11. | «The Four Horsemen» (Концертная версия, ранее не издавалась)             | 5:23         |
| 12. | «Guitar Solo» (Концертная версия, ранее не издавалась)                   | 3:12         |
| 13. | «Am I Evil?» (Концертная версия, ранее не издавалась)                    | 3:42         |
| 14. | «Whiplash» (Концертная версия, ранее не издавалась)                      | 4:44         |

| №  | Название                                                                                 | Длительность |
| -- | ---------------------------------------------------------------------------------------- | ------------ |
| 1. | «Metal Forces Magazine Interview with Lars» (Ранее не издавалось)                        | 40:57        |
| 2. | «Interview with Cliff» (Ранее не издавалось)                                             | 18:34        |
| 3. | «Metal Madness Magazine Interview with Cliff» (Ранее не издавалось)                      | 19:30        |
| 4. | «WYSP Philadelphia “Metal Shop” Radio Interview with Lars & James» (Ранее не издавалось) | 14:07        |
| 5. | «Sounds Magazine Interview with Kirk, Cliff & Lars» (Ранее не издавалось)                | 50:41        |
| 6. | «Swedish Radio “Rockbox” Interview with Lars» (Ранее не издавалось)                      | 5:53         |
| 7. | «Swedish Radio “Rockbox” Interview with Lars & Jason» (Ранее не издавалось)              | 4:11         |

| №   | Название                                                                         | Длительность |
| --- | -------------------------------------------------------------------------------- | ------------ |
| 1.  | «Battery» (Work in Progress Rough Mix) (Ранее не издавался)                      | 5:11         |
| 2.  | «Master of Puppets» (Work in Progress Rough Mix) (Ранее не издавался)            | 8:44         |
| 3.  | «The Thing That Should Not Be» (Work in Progress Rough Mix) (Ранее не издавался) | 6:21         |
| 4.  | «Welcome Home (Sanitarium)» (Work in Progress Rough Mix) (Ранее не издавался)    | 6:29         |
| 5.  | «Disposable Heroes» (Work in Progress Rough Mix) (Ранее не издавался)            | 8:26         |
| 6.  | «Leper Messiah» (Work in Progress Rough Mix) (Ранее не издавался)                | 5:45         |
| 7.  | «Orion» (Work in Progress Rough Mix) (Ранее не издавался)                        | 8:21         |
| 8.  | «Damage, Inc» (Work in Progress Rough Mix) (Ранее не издавался)                  | 4:14         |
| 9.  | «The Money Will Roll Right In» (Work in Progress Rough Mix) (Ранее не издавался) | 2:57         |
| 10. | «The Prince» (Work in Progress Rough Mix) (Ранее не издавался)                   | 4:46         |

| №   | Название                                                                                   | Длительность |
| --- | ------------------------------------------------------------------------------------------ | ------------ |
| 1.  | «Battery» (1985, from James' Riff Tapes) (Ранее не издавался)                              | 0:16         |
| 2.  | «Battery» (1985, from James' Riff Tapes II) (Ранее не издавался)                           | 1:07         |
| 3.  | «Master of Puppets» (1985, from Kirk's Riff Tapes) (Ранее не издавался)                    | 0:37         |
| 4.  | «Master of Puppets» (1985, from James' Riff Tapes) (Ранее не издавался)                    | 1:40         |
| 5.  | «Master of Puppets» (1985, from James' Riff Tapes II) (Ранее не издавался)                 | 0:29         |
| 6.  | «The Thing That Should Not Be» (1985, from James' Riff Tapes) (Ранее не издавался)         | 0:35         |
| 7.  | «Welcome Home (Sanitarium)» (1985, from James' Riff Tapes) (Ранее не издавался)            | 2:07         |
| 8.  | «Welcome Home (Sanitarium)» (1985, from James' Riff Tapes II) (Ранее не издавался)         | 1:58         |
| 9.  | «Disposable Heroes» (1985, from Kirk's Riff Tapes) (Ранее не издавался)                    | 1:27         |
| 10. | «Disposable Heroes» (1985, from James' Riff Tapes) (Ранее не издавался)                    | 0:32         |
| 11. | «Leper Messiah» (1985, from James' Riff Tapes) (Ранее не издавался)                        | 0:53         |
| 12. | «Leper Messiah» (1985, from James' Riff Tapes II) (Ранее не издавался)                     | 0:54         |
| 13. | «Orion» (1985, from James' Riff Tapes) (Ранее не издавался)                                | 1:15         |
| 14. | «Damage, Inc.» (1985, from James' Riff Tapes) (Ранее не издавался)                         | 1:54         |
| 15. | «Disposable Heroes» (May 1985, Writing in Progress) (Ранее не издавалось)                  | 4:11         |
| 16. | «Battery» (May 1985, Writing in Progress) (Ранее не издавалось)                            | 6:26         |
| 17. | «Welcome Home (Sanitarium)» (May 1985, Writing in Progress) (Ранее не издавалось)          | 6:16         |
| 18. | «Disposable Heroes» (May 1985, Writing in Progress II) (Ранее не издавалось)               | 5:40         |
| 19. | «Battery» (Early June 1985 Demo) (Ранее не издавалось)                                     | 4:41         |
| 20. | «Disposable Heroes» (Early June 1985 Demo) (Ранее не издавалось)                           | 8:38         |
| 21. | «Welcome Home (Sanitarium)» (Early June 1985 Demo) (Ранее не издавалось)                   | 5:05         |
| 22. | «Master of Puppets» (Mid-June 1985, Writing in Progress) (Ранее не издавалось)             | 1:31         |
| 23. | «Master of Puppets» (Mid-June 1985, Writing in Progress II) (Ранее не издавалось)          | 12:08        |
| 24. | «Master of Puppets» (Mid-June 1985 Demo) (Ранее не издавалось)                             | 8:44         |
| 25. | «Disposable Heroe» (Late June 1985 Demo) (Ранее не издавалось)                             | 8:59         |
| 26. | «Battery» (Late June 1985 Demo) (Ранее не издавалось)                                      | 4:42         |
| 27. | «Welcome Home (Sanitarium)» (Late June 1985 Demo) (Ранее не издавалось)                    | 9:00         |
| 28. | «Master of Puppets» (Late June 1985 Demo) (Ранее не издавалось)                            | 8:19         |
| 29. | «Damage, Inc.» (Late August 1985, Writing in Progress) (Ранее не издавалось)               | 2:40         |
| 30. | «Leper Messiah» (Late August 1985 Demo) (Ранее не издавалось)                              | 5:34         |
| 31. | «Damage, Inc.» (Late August 1985 Demo) (Ранее не издавалось)                               | 4:35         |
| 32. | «Leper Messiah» (Late August 1985 Demo II) (Ранее не издавалось)                           | 5:55         |
| 33. | «Orion» (September 1985 Drum Room Demo) (Ранее не издавалось)                              | 8:17         |
| 34. | «The Thing That Should Not Be» (September 1985, Writing in Progress) (Ранее не издавалось) | 4:18         |
| 35. | «The Thing That Should Not Be» (September 1985 Drum Room Demo) (Ранее не издавалось)       | 6:21         |
| 36. | «The Money Will Roll Right In» (September 1985 Drum Room Jam) (Ранее не издавался)         | 2:50         |
| 37. | «The Prince» (September 1985 Drum Room Jam) (Ранее не издавался)                           | 4:58         |
| 38. | «Welcome Home (Sanitarium)» (Late 1985 Guitar Solo Outtakes) (Ранее не издавался)          | 1:23         |
| 39. | «Orion» (Late 1985 Guitar Solo Outtakes) (Ранее не издавалось)                             | 0:54         |
| 40. | «Orion» (Late 1985, Kirk & Lars in the Control Room) (Ранее не издавалось)                 | 1:02         |

| №   | Название                                                                                    | Длительность |
| --- | ------------------------------------------------------------------------------------------- | ------------ |
| 1.  | «The Ecstasy of Gold» (Ранее не издавалась)                                                 | 1:35         |
| 2.  | «Battery» (Концертная версия, ранее не издавалась)                                          | 4:40         |
| 3.  | «Master of Puppets» (Концертная версия, ранее не издавалась)                                | 8:42         |
| 4.  | «For Whom The Bell Tolls» (Концертная версия, ранее не издавалась)                          | 4:24         |
| 5.  | «Ride The Lightning» (Концертная версия, ранее не издавалась)                               | 6:33         |
| 6.  | «Welcome Home (Sanitarium)» (Концертная версия, ранее не издавалась) (записана не до конца) | 5:41         |
| 7.  | «Seek & Destroy» (Концертная версия, ранее не издавалась) (записана не с начала)            | 3:50         |
| 8.  | «Creeping Death» (Концертная версия, ранее не издавалась)                                   | 6:47         |
| 9.  | «Am I Evil?» (Концертная версия, ранее не издавалась)                                       | 4:13         |
| 10. | «Damage, Inc.» (Концертная версия, ранее не издавалась)                                     | 5:05         |

| №  | Название                                                                                  | Длительность |
| -- | ----------------------------------------------------------------------------------------- | ------------ |
| 1. | «Battery» (Концертная версия, ранее не издавалась)                                        | 4:26         |
| 2. | «Master of Puppets» (Концертная версия, ранее не издавалась)                              | 7:59         |
| 3. | «For Whom The Bell Tolls» (Концертная версия, ранее не издавалась)                        | 5:10         |
| 4. | «Bass Solo» (Концертная версия, ранее не издавалась)                                      | 0:59         |
| 5. | «Welcome Home (Sanitarium)» (Концертная версия, ранее не издавалась)                      | 9:26         |
| 6. | «Seek & Destroy» (Концертная версия, ранее не издавалась) (записана не до конца)          | 7:50         |
| 7. | «Creeping Death» (Концертная версия, ранее не издавалась) (запись начинается не с начала) | 8:20         |
| 8. | «Am I Evil?» (Концертная версия, ранее не издавалась)                                     | 3:46         |
| 9. | «Damage, Inc.» (Концертная версия, ранее не издавалась)                                   | 5:56         |

| №   | Название                                                             | Длительность |
| --- | -------------------------------------------------------------------- | ------------ |
| 1.  | «Master of Puppets» (Jason's First Audition)                         | 7:36         |
| 2.  | «Battery» (Jason's First Audition)                                   | 4:13         |
| 3.  | «Seek & Destroy» (Jason's First Audition)                            | 6:11         |
| 4.  | «Creeping Death» (Jason's First Audition)                            | 5:38         |
| 5.  | «Fight Fire With» (Jason's First Audition)                           | 4:03         |
| 6.  | «Master of Puppets» (Концертная версия, ранее не издавалась)         | 7:51         |
| 7.  | «For Whom The Bell Tolls» (Концертная версия, ранее не издавалась)   | 4:50         |
| 8.  | «Welcome Home (Sanitarium)» (Концертная версия, ранее не издавалась) | 6:04         |
| 9.  | «Ride The Lightning» (Концертная версия, ранее не издавалась)        | 6:21         |
| 10. | «Guitar Solo» (Концертная версия, ранее не издавалась)               | 2:30         |
| 11. | «Whiplash» (Концертная версия, ранее не издавалась)                  | 4:08         |
| 12. | «Seek & Destroy» (Концертная версия, ранее не издавалась)            | 6:34         |
| 13. | «The Four Horsemen» (Концертная версия, ранее не издавалась)         | 5:03         |
| 14. | «Am I Evil?» (Концертная версия, ранее не издавалась)                | 3:45         |
| 15. | «Damage, Inc.» (Концертная версия, ранее не издавалась)              | 4:39         |

| №   | Название                                                                            | Длительность |
| --- | ----------------------------------------------------------------------------------- | ------------ |
| 1.  | «Master of Puppets» (Концертная версия, ранее не издавалась) (записана не с начала) | 4:46         |
| 2.  | «For Whom The Bell Tolls» (Концертная версия, ранее не издавалась)                  | 4:30         |
| 3.  | «Welcome Home (Sanitarium)» (Концертная версия, ранее не издавалась)                | 5:49         |
| 4.  | «Ride The Lightning» (Концертная версия, ранее не издавалась)                       | 6:25         |
| 5.  | «Bass Solo» (Концертная версия, ранее не издавалась)                                | 5:06         |
| 6.  | «Whiplash» (Концертная версия, ранее не издавалась)                                 | 4:00         |
| 7.  | «The Thing That Should Not Be» (Концертная версия, ранее не издавалась)             | 5:42         |
| 8.  | «Creeping Death» (Концертная версия, ранее не издавалась)                           | 7:42         |
| 9.  | «The Four Horsemen» (Концертная версия, ранее не издавалась)                        | 4:59         |
| 10. | «Guitar Solo» (Концертная версия, ранее не издавалась)                              | 2:47         |
| 11. | «Am I Evil?» (Концертная версия, ранее не издавалась)                               | 3:41         |
| 12. | «Damage, Inc.» (Концертная версия, ранее не издавалась)                             | 5:10         |
| 13. | «Blitzkrieg» (Концертная версия, ранее не издавалась)                               | 4:25         |

| №   | Название | Длительность |
| --- | --- | ------------ |
| 1.  | «The Ecstasy of Gold» (Ранее не издавалась) (фанатская запись)                                                                        | 1:42         |
| 2.  | «Battery» (Концертная версия, ранее не издавалась (фанатская запись)                                                                  | 4:27         |
| 3.  | «Master of Puppets» (Концертная версия, ранее не издавалась (фанатская запись)                                                        | 7:40         |
| 4.  | «For Whom The Bell Tolls» (Концертная версия, ранее не издавалась (фанатская запись)                                                  | 4:20         |
| 5.  | «Welcome Home (Sanitarium)» (Концертная версия, ранее не издавалась (фанатская запись)                                                | 5:52         |
| 6.  | «Ride The Lightning» (Концертная версия, ранее не издавалась (фанатская запись)                                                       | 6:12         |
| 7.  | «(Anesthesia) — Pulling Teeth» (Концертная версия, ранее не издавалась (фанатская запись)                                             | 5:11         |
| 8.  | «Whiplash» (Концертная версия, ранее не издавалась (фанатская запись)                                                                 | 3:45         |
| 9.  | «The Thing That Should Not Be» (Концертная версия, ранее не издавалась (фанатская запись)                                             | 5:58         |
| 10. | «Fade To Black» (Концертная версия, ранее не издавалась (фанатская запись)                                                            | 6:43         |
| 11. | «Seek & Destroy» (Концертная версия, ранее не издавалась (фанатская запись)                                                           | 6:48         |
| 12. | «Creeping Death» (Концертная версия, ранее не издавалась (фанатская запись)                                                           | 7:00         |
| 13. | «The Four Horsemen» (Концертная версия, ранее не издавалась (фанатская запись)                                                        | 4:47         |
| 14. | «Guitar Solo» (Концертная версия, ранее не издавалась (фанатская запись)                                                              | 1:06         |
| 15. | «Am I Evil?» (Концертная версия, ранее не издавалась (фанатская запись)                                                               | 3:35         |
| 16. | «Damage, Inc.» (Концертная версия, ранее не издавалась (фанатская запись)                                                             | 4:36         |
| 17. | «Blitzkrieg» (Концертная версия, ранее не издавалась (фанатская запись)                                                               | 4:05         |
| 18. | «Fight Fire With Fire» (Концертная версия, ранее не издавалась (фанатская запись, была записана другим человеком на этом же концерте) | 4:41         |

| №  | Название                                                                                               | Длительность |
| -- | --- | ------------ |
| 1. | «Master of Puppets» (Концертная версия, ранее не издавалась) (запись начинается с момента выступления) | 5:57         |
| 2. | «For Whom The Bell Tolls» (Концертная версия, ранее не издавалась)                                     | 4:08         |
| 3. | «Ride The Lightning» (Концертная версия, ранее не издавалась)                                          | 7:05         |
| 4. | «Welcome Home (Sanitarium)» (Концертная версия, ранее не издавалась)                                   | 10:28        |
| 5. | «Seek & Destroy» (Концертная версия, ранее не издавалась)                                              | 6:51         |
| 6. | «Creeping Death» (Концертная версия, ранее не издавалась)                                              | 7:59         |
| 7. | «Am I Evil?» (Концертная версия, ранее не издавалась)                                                  | 3:56         |
| 8. | «Damage, Inc.» (Концертная версия, ранее не издавалась)                                                | 5:36         |

| №   | Название | Длительность |
| --- | --- | ------------ |
| 1.  | «The Ecstasy of Gold» (Ранее не издавалась))                                                                 | 1:43         |
| 2.  | «Battery» (Концертная версия, ранее не издавалась)                                                           | 4:37         |
| 3.  | «Master of Puppets» (Концертная версия, ранее не издавалась)                                                 | 8:24         |
| 4.  | «For Whom The Bell Tolls» (Концертная версия, ранее не издавалась)                                           | 4:12         |
| 5.  | «Welcome Home (Sanitarium)» (Концертная версия)                                                              | 6:20         |
| 6.  | «(Anesthesia) — Pulling Teeth» (Концертная версия)                                                           | 3:25         |
| 7.  | «The Four Horsemen» (Концертная версия, ранее не издавалась)                                                 | 4:59         |
| 8.  | «Fade to Black» (Концертная версия, ранее не издавалась)                                                     | 7:25         |
| 9.  | «Seek & Destroy» (Концертная версия, ранее не издавалась)                                                    | 3:12         |
| 10. | «Creeping Death» (Концертная версия, ранее не издавалась) (запись была остановлена во время перерыва на бис) | 6:07         |
| 11. | «Am I Evil?» (Концертная версия, ранее не издавалась) (записана не с начала)                                 | 2:09         |
| 12. | «Damage, Inc.» (Концертная версия, ранее не издавалась)                                                      | 5:26         |
| 13. | «Whiplash» (Концертная версия, ранее не издавалась) (обрезано гитарное соло перед песней)                    | 4:07         |

| №  | Название | Длительность |
| -- | --- | ------------ |
| 1. | «Part I» (Интервью) (некоторый материал издавался ранее на Cliff 'Em All, остальные съёмки публикуются впервые) | 19:03        |
| 2. | «Part II» (Интервью)                                                                                            | 14:16        |
| 3. | «Part III» (Интервью)                                                                                           | 18:16        |

| №   | Название                                                                | Длительность |
| --- | ----------------------------------------------------------------------- | ------------ |
| 1.  | «Battery» (Концертная версия, ранее не издавалась)                      | 4:32         |
| 2.  | «Master of Puppets» (Концертная версия, ранее не издавалась)            | 8:10         |
| 3.  | «For Whom The Bell Tolls» (Концертная версия, ранее не издавалась)      | 4:18         |
| 4.  | «Welcome Home (Sanitarium)» (Концертная версия, ранее не издавалась)    | 5:58         |
| 5.  | «Ride The Lightning» (Концертная версия, ранее не издавалась)           | 6:20         |
| 6.  | «Bass Solo» (Концертная версия, ранее не издавалась)                    | 3:30         |
| 7.  | «Whiplash» (Концертная версия, ранее не издавалась)                     | 3:57         |
| 8.  | «The Thing That Should Not Be» (Концертная версия, ранее не издавалась) | 6:18         |
| 9.  | «Fade To Black» (Концертная версия, ранее не издавалась)                | 7:17         |
| 10. | «Seek & Destroy» (Концертная версия, ранее не издавалась)               | 6:02         |
| 11. | «Creeping Death» (Концертная версия, ранее не издавалась)               | 8:14         |
| 12. | «The Four Horsemen» (Концертная версия, ранее не издавалась)            | 4:31         |
| 13. | «Guitar Solo» (Концертная версия, ранее не издавалась)                  | 4:09         |
| 14. | «Am I Evil?» (Концертная версия, ранее не издавалась)                   | 3:48         |
| 15. | «Damage, Inc.» (Концертная версия, ранее не издавалась)                 | 5:06         |
| 16. | «Fight Fire With Fire» (Концертная версия, ранее не издавалась)         | 6:05         |

| №  | Название                                                              | Длительность |
| -- | --------------------------------------------------------------------- | ------------ |
| 1. | «Интервью из телепередачи «Music Tomato World»» (Ранее не издавалось) | 8:13         |

| №  | Название                                      | Длительность |
| -- | --------------------------------------------- | ------------ |
| 1. | «James & Kirk» (Ранее не издавалось)          | 8:34         |
| 2. | «Lars & Jason — Part 1» (Ранее не издавалось) | 17:09        |
| 3. | «Lars & Jason — Part 2» (Ранее не издавалось) | 14:15        |

## Участники записи
| Данные взяты из буклета альбома. Metallica - Джеймс Хэтфилд — ритм-гитара, вокал; гитарные соло в «Master of Puppets» и «Orion» - Кирк Хэмметт — соло-гитара - Клифф Бёртон — бас-гитара, бэк-вокал - Ларс Ульрих — ударные Оформление - Роб Эллис — фотографии - Росс Халфин — фотографии - Дон Бротигэм — иллюстрации - Питер Менш — концепция обложки альбома | Технический персонал - Флемминг Расмуссен — продюсер, звукоинженер - Metallica — продюсирование, концепция обложки альбома - Михаэль Вагенер — микширование (в Amigo Studios) - Марк Уилцак — ассистент микшера - Энди Вроблевски — ассистент звукоинженера - Джордж Марино — мастеринг (в Sterling Sound) - Майк Джиллайз — микширование бонус-треков цифрового издания - Майк Алаго — представитель A&R |

## Чарты
| Чарт           | Высшая позиция |
| -------------- | -------------- |
| Австралия      | 33             |
| Бельгия        | 94             |
| Великобритания | 41             |
| Испания        | 52             |
| Канада         | 52             |
| Мексика        | 66             |
| Нидерланды     | 17             |
| Новая Зеландия | 33             |
| Норвегия       | 30             |
| США            | 29             |
| ФРГ            | 31             |
| Финляндия      | 7              |
| Франция        | 111            |
| Швейцария      | 18             |
| Швеция         | 14             |

| Чарт (1986)                        | Позиция |
| ---------------------------------- | ------- |
| США (Billboard Top Popular Albums) | 87      |

## Сертификации и продажи
| Регион | Сертификация  | Продажи   |
| --- | ------------- | --------- |
| Аргентина (CAPIF) | Платиновый    | 60 000^   |
| Австралия (ARIA) | 3× Платиновый | 210 000   |
| Бельгия (BEA) | Золотой       | 25 000*   |
| Канада (Music Canada) | 6× Платиновый | 600 000^  |
| Финляндия (Musiikkituottajat) | Платиновый    | 81,051    |
| Германия (BVMI) | Платиновый    | 500 000   |
| Италия (FIMI) · продажи после 2009 | Золотой       | 25 000*   |
| Новая Зеландия (RMNZ) | Платиновый    | 15 000^   |
| Польша (ZPAV) | Платиновый    | 20 000    |
| Великобритания (BPI) | Платиновый    | 300 000   |
| США (RIAA) | 6× Платиновый | 7,980,000 |
| * Данные о продажах приведены только на основе сертификации. · ^ Данные о тиражах приведены только на основе сертификации. · Данные о продажах + прослушиваниях приведены только на основе сертификации. |               |           |